# سیارک ۵۸۷۰۹
سیارک ۵۸۷۰۹ (به انگلیسی: 58709 Zenocolo، نامگذاری:1998CT2) پنجاه و هشت هزار و هفتصد و نهمین سیارک کشف شده‌است که در ۱۴ فوریه ۱۹۹۸ کشف شد.